# ژولی دریفوس
ژولی دریفوس (به فرانسوی: Julie Dreyfus) (زاده ۲۴ ژانویه ۱۹۶۶)، بازیگر فرانسوی است.
از فیلم‌های معروف او می‌توان به فیلم‌های حرامزاده‌های لعنتی اشاره کرد.